# Dryniá
Dryniá (grec moderne : Δρυνιά) est un village chypriote situé dans le district de Paphos et comptant plus de 55 habitants.